# Логлан
Ло́глан (від англ. Logical language «логічна мова») — штучна мова, розроблена як засіб лінгвістичних досліджень, зокрема, для експериментальної перевірки гіпотези Сепіра — Ворфа. Творець логлана, доктор Джеймс Кук Браун (англ. James Cooke Brown), почав роботу над проєктом приблизно в 1955 році. Найповніший опис першої версії мови і пов'язаних з цим ідей міститься в його 600-сторінковій книзі «Логлан 1: логічна мова» (англ. «Loglan 1: a logical language»), вперше виданої на папері «Інститутом логлана» в 1975 році.